# Phaenolis laciniatus
Phaenolis laciniatus là một loài bọ cánh cứng trong họ Đom đóm (Lampyridae). Loài này được Gorham miêu tả khoa học năm 1880.